# Voces Quartett
Das Voces Quartett wurde 1973 als Streichquartett in Jassy (Rumänien) gegründet. Es ist heute das nationale Streichquartett des Rumänischen Rundfunks und Fernsehens sowie Gastensemble vieler internationaler Festivals.

## Geschichte
Das Voces Quartett wurde 1973 in der Universitätsstadt Jassy im Nordosten Rumäniens gegründet.
Das Repertoire des Ensembles umfasst nahezu die gesamte Quartett-Literatur, mit Schwerpunkten auf den Werken Mozarts, Beethovens und Schuberts. Außerdem ist es an der erstmaligen Gesamteinspielung des kammermusikalischen Schaffens von George Enescu maßgeblich beteiligt. Das Voces Quartett ist seit langer Zeit Gastensemble internationaler Festivals, z. B. in Bayreuth, Istanbul, Bratislava, Saloniki, Jerusalem, Siena, Turin, Salzburg und Bukarest sowie den Harzburger Musiktagen.
In Anerkennung seiner über so viele Jahre kontinuierlichen künstlerischen Leistungen wurde das Ensemble zum nationalen Streichquartett des Rumänischen Rundfunks und Fernsehens ernannt. 2012 gab das Kammermusik Streichquartett einen Meisterkurs an der Hochschule für Musik Würzburg.

## Preise und Auszeichnungen
- 1974: 1. Preis des Kammermusikwettbewerbs in Colmar